# Constel·lació de l'Au del Paradís
|  | Aquest article tracta sobre la constel·lació austral. Si cerqueu la família d'ocells dels paradiseids, vegeu «ocell del paradís». |

L'Au del Paradís (Apus) és una constel·lació de l'hemisferi sud. És una constel·lació petita en una zona del cel d'uns 60 º d'amplitud, i forma un angle sòlid de 206,327 graus quadrats, situada al sud de la Via Làctia, i de l'equador celeste, circumpolar, visible des de l'hemisferi sud i des de l'hemisferi nord. Ocupa el lloc 67è per extensió entre les 88 constel·lacions modernes. El seu nom li va ser donat per Pieter Dirksz Keyser i Fredick de Houtman entre els anys 1595 i 1597, i també va ser anomenada així per Johann Bayer, a Uranometria. Afronta al sud amb Octans, al nord amb Circinus, Triangulum Australe, i Ara; a l'oest amb Musca, i Chamaeleon; a l'est amb Pavo. Entre d'altres hi ha el cúmul globular NGC 6101, de magnitud 9,3.
L'estel α Aps és de magnitud aparent 3,83, es troba a uns 411 anys llum de distància, i és del tipus espectral K2. β Aps és de la magnitud 3,89, i del tipus espectral G8. δ Aps, del tipus espectral M5 i de magnitud 4,68, és un estel doble.

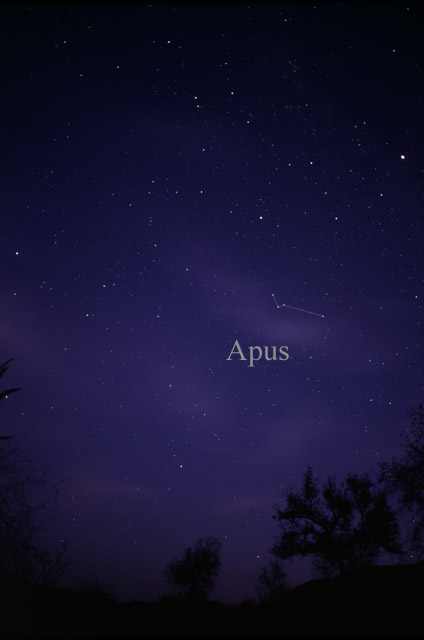
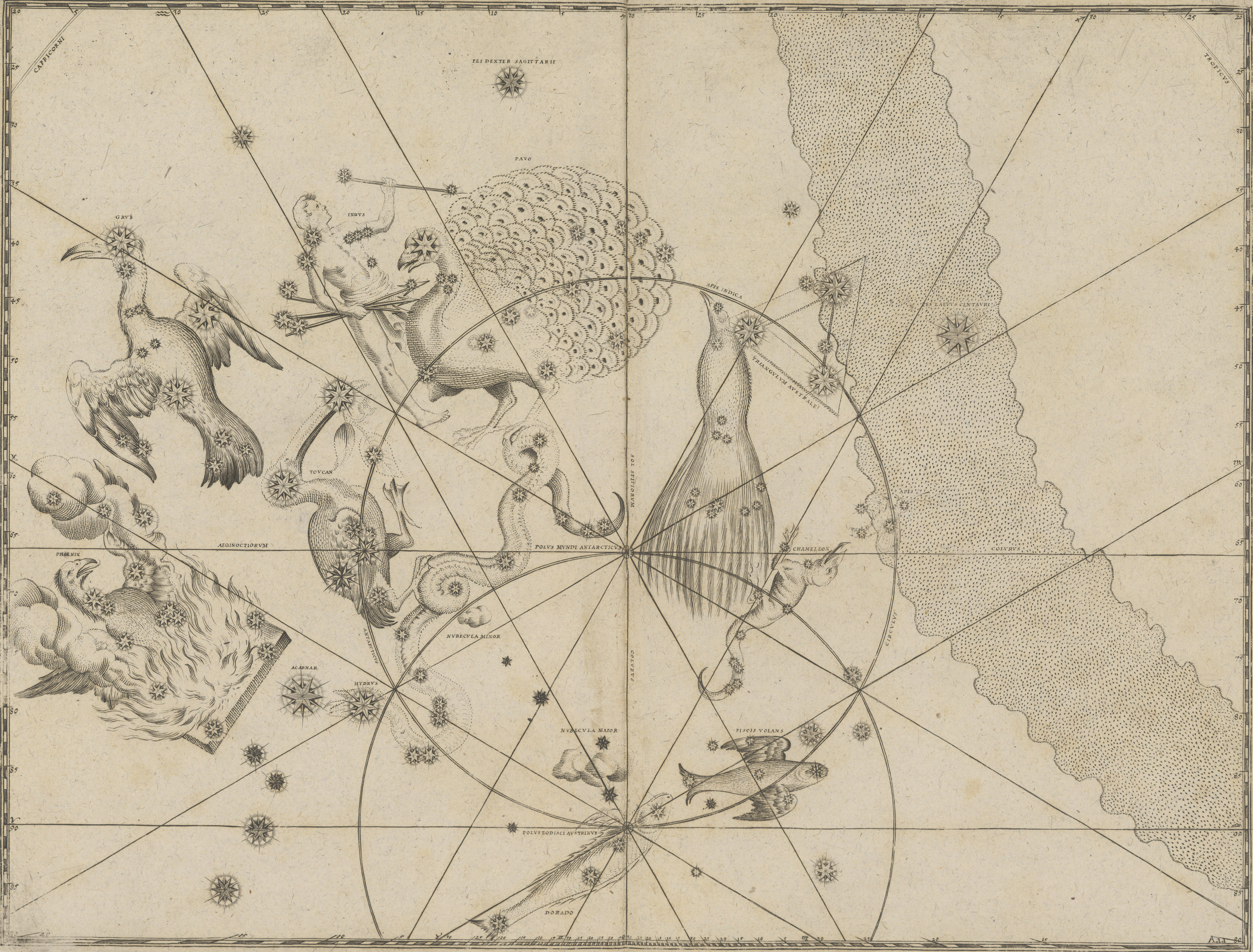

## Taula resum
Els valors numèrics provenen de les dades mesurades pel satèl·lit Hipparcos:
| Estel   | Magnitud aparent | Magnitud absoluta | Distància (anys llum) | Tipus espectral |
| ------- | ---------------- | ----------------- | --------------------- | --------------- |
| α Aps   | 3,83             | -1,67             | 411                   | K5III           |
| γ Aps   | 3,86             | 0,41              | 160                   | K0IV SB         |
| β Aps   | 4,23             | 0,81              | 158                   | K0III           |
| δ¹ Aps  | 4,68             | -2,17             | 766                   | M5III           |
| ζ Aps   | 4,76             | -0,14             | 312                   | K1III           |
| η Aps   | 4,89             | 1,73              | 140                   | A2m...          |
| ε Aps   | 5,06             | -1,08             | 551                   | B4V             |
| δ² Aps  | 5,27             | -1,27             | 663                   | K3III           |
| R Aps   | 5,37             | -0,22             | 428                   | K4III           |
| ι Aps   | 5,39             | -2,34             | 1145                  | B8/B9Vn...      |
| κ¹ Aps  | 5,40             | -2,07             | 1019                  | B1npe           |
| θ Aps   | 5,50             | 0,48              | 328                   | M6.5III         |
| HR 6135 | 5,50             | -1,80             | 943                   | K1IIICN...      |

## Mitologia
Apus es refereix a l'au de paradís que es va conèixer com a Au de l'Índia. Altres indiquen que prové del grec apous que significa "sense peus", fent referència al mite grec sobre ocells que semblaven no tenir potes durant el vol.